# Sierra de Albarracín (massif)
Pour l’article homonyme, voir Sierra de Albarracín (comarque).
La sierra de Albarracín est une chaîne de montagnes située dans la partie sud-ouest du système Ibérique. Ce massif est situé entre les communautés autonomes espagnoles d'Aragon, de Castille-La Manche et de la Communauté valencienne. Il s'étend sur 60 km, selon une orientation nord-ouest-sud-est, avec une altitude maximale de 1 936 m avec le Caimodorro (es).
Plusieurs cours d'eau de la péninsule Ibérique prennent leur source dans cette chaîne de montagnes : le Tage, le Júcar, la Jiloca, le Turia et le Cabriel.

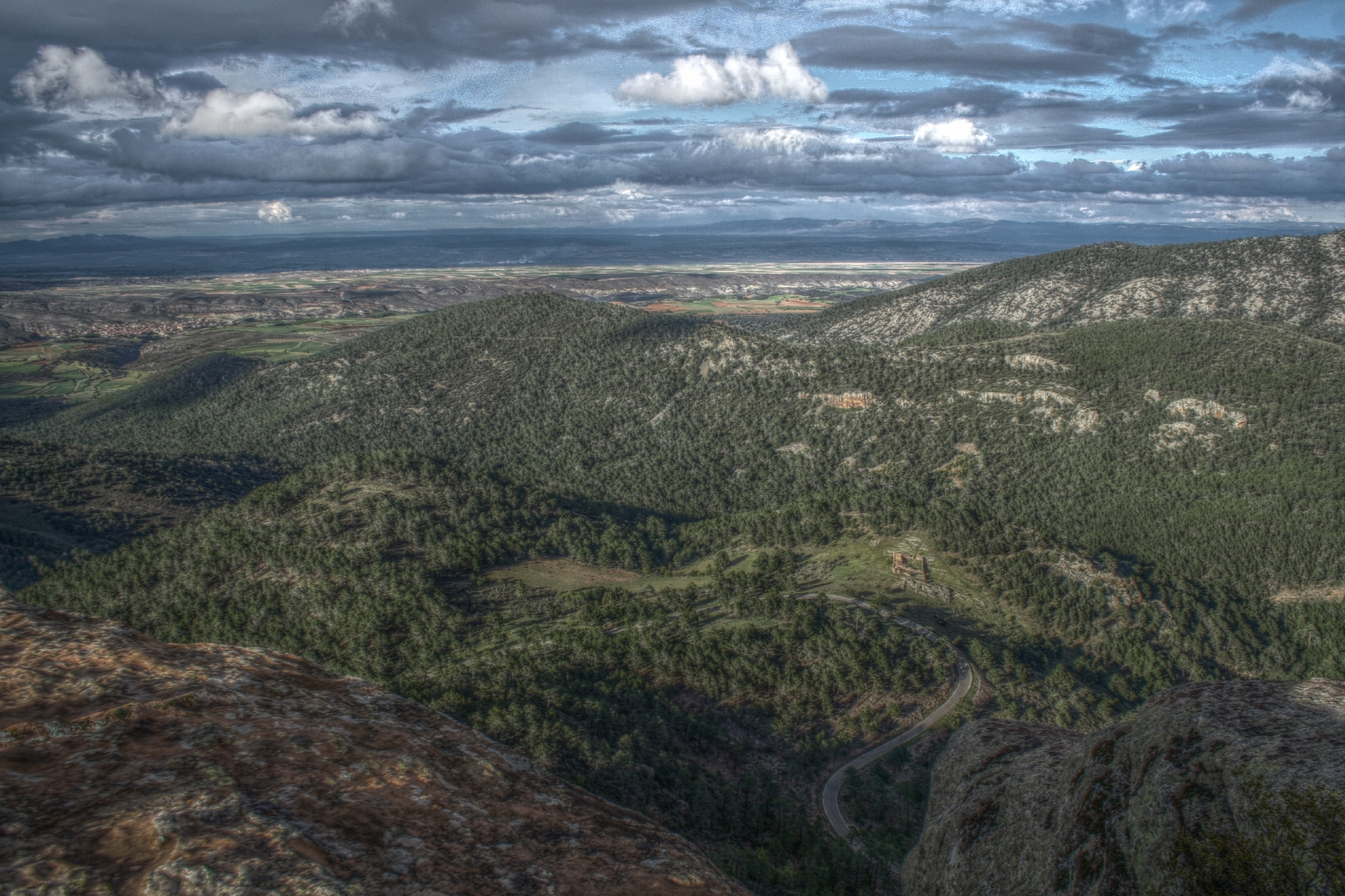
Vue de la sierra de Albarracín.